# Aulo Larcio Macedón
Aulo Larcio Macedón (en latín: Aulus Larcius Macedo) fue un senador romano que vivió a finales del siglo I y principios del siglo II, y desarrolló su cursus honorum bajo los reinados de Trajano, y Adriano. Fue cónsul sufecto en el año 124 junto con Publio Metilio Secundo.

## Orígenes familiares
A pesar de compartir su nomen con una antigua familia patricia, los orígenes de Macedón fueron bastante humildes. Su abuelo, Aulo Larcio Lydo, era un liberto; Dión Casio menciona a un Larcio Lydo que le ofreció al emperador Nerón un millón de sestercios para tocar la lira; si son el mismo hombre, sugeriría que su abuelo había acumulado una fortuna y usó parte de ella para comprar su libertad durante el reinado de ese emperador. Es posible que su abuelo hubiera sido esclavo de un antepasado de Aulo Larcio Prisco, cónsul en el año 110. Werner Eck escribe que no hay duda de que el senador homónimo Aulo Larcio Macedón, que alcanzó el grado de pretor, es el padre del cónsul. Macedón padre es más conocido como dueño de esclavos cuya crueldad provocó que algunos de sus propios esclavos lo asesinaran en sus baños.

## Carrera política
Poco se sabe sobre la carrera política de Macedón. Su único cargo atestiguado fue antes de su consulado, cuando se desempeñó como gobernador de Galacia entre los años 119 a 123. Su administración en Galacia es notable por la evidencia de un extenso mantenimiento de carreteras, se han recuperado al menos 19 calzadas a nombre de Macedón.